# Hellboy Animated
Hellboy Animated son dos películas animadas hechas directamente para DVD, basadas en los cómics de Hellboy de Mike Mignola. Ambas películas, Sword of Storms y Blood and Iron, recibieron la firma de Mike Mignola y Guillermo del Toro. Se estuvo planificando una tercera película, pero nunca se dio luz verde.